# Graty
Graty (en picard et wallon El Graty) est une section de la commune belge de Silly située en Région wallonne dans la province de Hainaut. Ses habitants sont appelés les Gratyciens et Gratyciennes.
C'était une commune à part entière avant la fusion des communes de 1977. Elle est détachée de la commune d'Hoves et érigée en commune autonome par la loi du 22 avril 1892.

## Évolution démographique
- Sources : INS, Rem. : 1831 jusqu'en 1970 = recensements, 1976 = nombre d'habitants au 31 décembre.